# Jean Bergeret (botaniste)
Pour les articles homonymes, voir Jean Bergeret et Bergeret.
 (janvier 2019).
Si vous disposez d'ouvrages ou d'articles de référence ou si vous connaissez des sites web de qualité traitant du thème abordé ici, merci de compléter l'article en donnant les références utiles à sa vérifiabilité et en les liant à la section « Notes et références ».
Jean Bergeret est un  médecin et un botaniste français, né en 1751 à Lescar et mort en 1814 à Pau.

## Biographie
Après son mariage en 1771, il fait des études de philosophie et est diplômé en 1773. Après sa séparation d’avec sa femme en 1780, il s’installe à Morlaàs et commence des études de médecine et obtient son doctorat en 1788.
Favorable à la Révolution, il reste maire de Morlaàs durant toute cette période troublée. Il obtient son divorce en 1795 et se remarie immédiatement. Sa deuxième femme, Magdeleine Laterrade, meurt en 1804 en lui laissant l’éducation de ses trois enfants.
Outre l’exercice de la médecine, il enseigne l’histoire naturelle à l’École centrale de Pau de 1796 à 1802. Il fait en l’An X (1803) son seul ouvrage : la Flore des Basses-Pyrénées (deux volumes, Pau). Il y suit la classification linnéenne. Bergeret meurt d'une épidémie de fièvre affectant la région. Son fils, Eugène Bergeret (1799-1868), après des études de médecine à Paris, le remplace comme médecin et comme maire.
On confond souvent Jean Bergeret avec un homonyme, également botaniste, Jean-Pierre Bergeret (1751-1813), né et décédé aux mêmes années, auteur de la Phytonomatotechnie universelle.